# Łęki (województwo łódzkie)
Łęki – wieś w Polsce położona w województwie łódzkim, w powiecie bełchatowskim, w gminie Zelów.
| SIMC    | Nazwa        | Rodzaj    |
| ------- | ------------ | --------- |
| 0557151 | Łęki-Kolonia | część wsi |
| 1038619 | Łęki-Parcela | część wsi |
| 0557168 | Stara Poczta | część wsi |

W latach 1975–1998 miejscowość administracyjnie należała do województwa piotrkowskiego.
Przez wieś przepływa struga Chrząstawka, dopływ Widawki.